# Julien Maunoir
Julien Maunoir, en bretó Juluan Maner (Sant-Jord-Restembaod, Illa i Vilaine, 1 d'octubre de 1606 - Plévin, Bretanya, 28 de gener de 1683) fou un capellà bretó, escriptor i lingüista. És venerat com a beat per l'Església catòlica.

## Biografia
Nascut a Illa i Vilaine (Bretanya), era de família francòfona. Va estudiar al seminari de Rennes des de 1621, on conegué el pare Coton, confessor d'Enric IV de França, que influí perquè fou admès al noviciat jesuïta de Saint-Germain de París. Ingressà a la Companyia de Jesús i professà el 1627. Continuà els estudis a La Flèche i en 1630 al seminari de Kemper. Tenia com a companys els futurs sants Isaac Jogues i Gabriel Lalemant i, com ells, volia ésser missioner a les terres del Canadà. En novembre de 1630, però, va rebre la visita de Mikael an Nobletz, prevere de Bretanya, que cercava un successor en la seva tasca d'evangelitzador de la regió; li va demanar que hi prediqués i per poder fer-ho en la llengua vernacla va aprendre la llengua bretona al mateix seminari. Una llegenda pietosa deia que l'aprengué d'un àngel que se l'aparegués a la capella de Ty Mamm Doue a Kerfeunteun, prop de Kemper.
Acabà la seva formació a Tours, Bourges, Nevers i Rouen, i tornà a Kemper en 1640. Ordenat sacerdot poc després, va començar a evangelitzar i predicar a Bretanya durant 43 anys. La primera missió fou a Douarnenez en 1641 i cap al 1683 havia recorregut tota la regió, predicant en 439 missions i formant uns mil missioners bretons que continuarien la seva tasca pastoral, i aconseguint un gran nombre de conversions. Feia servir els mètodes de Le Nobletz, com les al·legories, però també altres com els càntics, en bretó i francès, i les processons, amb les quals donava per acabades les missions, que escenificaven escenes de la vida de Crist.
Julien Maunoir va morir a Plévin (Bretanya), prop de Maël-Carhaix, en 1683 i fou sebollit a la mateixa parròquia, on començà a ésser venerat pel poble.

## Obres i contribució a la lingüística
Va ésser un dels primers teòrics de la llengua bretona. Influït per Mikael an Nobletz, volia racionalitzar-ne l'ortografia per facilitar-ne l'estudi, i escrigué diverses gramàtiques i composicions religioses.
- Templ konsakret di bassion Jesus Krist (El Sagrat Col·legi de Jesús, 1679), que inclou una gramàtica i un diccionari bretó-francès
- Buhez Sant Kaourintin (1685)
- Kenteliou Christen ens ar Cholach-Sakr, ou, Dictionnaire et gramatique en française et langue armorique (1658).

## Veneració
Va ésser beatificat el 4 de març de 1951 per Pius XII. Anomenat Apòstol de Bretanya, el 20 de maig de 1951 fou proclamat patró de la Bretanya. La seva festivitat litúrgica és el 29 de gener i el 2 de juliol.